# Петрештиј де Сус (Клуж)
Петрештиј де Сус (рум. Petreștii de Sus) насеље је у Румунији у округу Клуж у општини Петрештиј Де Жос. Oпштина се налази на надморској висини од 583 m.

## Становништво
Према подацима из 2002. године у насељу је живело 107 становника, од којих су сви румунске националности.